# 716260 Baybayan
716260 Baybayan è un asteroide della fascia principale interna. Scoperto nel 2000, presenta un'orbita caratterizzata da un semiasse maggiore pari a 2,372359 UA e da un'eccentricità di 0,178370, inclinata di 1,811827° rispetto all'eclittica.